# Warren Zaïre-Emery
Warren Zaïre-Emery (Montreuil, 8 marzo 2006) è un calciatore francese, centrocampista del Paris Saint-Germain e della nazionale francese.

## Caratteristiche tecniche
Centrocampista completo, bravo sia in fase di impostazione della manovra che nei recuperi difensivi, è molto abile nella gestione del pallone ed è dotato di un'ottima visione di gioco.
Nell'ottobre del 2023, è stato incluso nella lista dei 25 finalisti del premio European Golden Boy, assegnato dal quotidiano Tuttosport al miglior giocatore Under-21 militante in un campionato europeo.

## Carriera

### Club
Cresciuto nel settore giovanile del Paris Saint-Germain, il 15 luglio 2022 firma il suo primo contratto professionistico, di durata triennale; il 6 agosto esordisce in prima squadra, nella partita di Ligue 1 vinto per 0-5 contro il Clermont Foot, diventando così, all'età di 16 anni, 4 mesi e 19 giorni, il più giovane giocatore della storia del club parigino, oltre ad essere il primo nato nel 2006 a debuttare nella massima serie francese.
Il 25 ottobre seguente, subentrando in occasione dell'incontro di UEFA Champions League vinto per 7-2 contro il Maccabi Haifa, diventa altresì il più giovane esordiente della storia del Paris Saint-Germain nella massima competizione continentale. Infine, il 14 febbraio 2023, gioca da titolare la gara d'andata degli ottavi di finale dello stesso torneo contro il Bayern Monaco, persa per 0-1: a 16 anni e 343 giorni, diventa così il più giovane calciatore a partire titolare in una sfida a eliminazione diretta della coppa europea. Inoltre, segnando il gol che varrà gli ottavi al PSG contro il Borussia Dortmund (1-1), diventerà il più giovane marcatore francese nella massima competizione europea battendo il record di Karim Benzema.

### Nazionale
Dopo avere militato nelle selezioni giovanili francesi, il 9 novembre 2023 viene convocato per la prima volta in nazionale maggiore.
Esordisce il 18 novembre realizzando anche una delle 14 reti complessive con cui la Francia si aggiudica il match contro Gibilterra diventando così il più giovane esordiente e il più giovane ad aver mai segnato una rete con la maglia dei galletti dopo Maurice Gastiger.

## Statistiche

### Presenze e reti nei club
Statistiche aggiornate al 13 agosto 2025.
| Stagione        | Squadra             | Campionato      | Campionato | Campionato | Coppe nazionali | Coppe nazionali | Coppe nazionali | Coppe continentali | Coppe continentali | Coppe continentali | Altre coppe | Altre coppe | Altre coppe | Totale | Totale |
| Stagione        | Squadra             | Comp            | Pres       | Reti       | Comp            | Pres            | Reti            | Comp               | Pres               | Reti               | Comp        | Pres        | Reti        | Pres   | Reti   |
| --------------- | ------------------- | --------------- | ---------- | ---------- | --------------- | --------------- | --------------- | ------------------ | ------------------ | ------------------ | ----------- | ----------- | ----------- | ------ | ------ |
| 2022-2023       | Paris Saint-Germain | L1              | 26         | 3          | CF              | 2               | 0               | UCL                | 3                  | 0                  | SF          | -           | -           | 31     | 3      |
| 2023-2024       | Paris Saint-Germain | L1              | 26         | 2          | CF              | 5               | 0               | UCL                | 11                 | 1                  | SF          | 1           | 0           | 43     | 3      |
| 2024-2025       | Paris Saint-Germain | L1              | 29         | 1          | CF              | 5               | 1               | UCL                | 13                 | 1                  | SF+Cmc      | 1+0         | 0+0         | 48     | 3      |
| 2025-2026       | Paris Saint-Germain | L1              | -          | -          | CF              | -               | -               | UCL                | -                  | -                  | SU          | 1           | 0           | 1      | 0      |
| Totale carriera | Totale carriera     | Totale carriera | 81         | 6          |                 | 12              | 1               |                    | 27                 | 2                  |             | 3           | 0           | 123    | 9      |

### Cronologia presenze e reti in nazionale
| Cronologia completa delle presenze e delle reti in nazionale ― Francia | Cronologia completa delle presenze e delle reti in nazionale ― Francia | Cronologia completa delle presenze e delle reti in nazionale ― Francia | Cronologia completa delle presenze e delle reti in nazionale ― Francia | Cronologia completa delle presenze e delle reti in nazionale ― Francia | Cronologia completa delle presenze e delle reti in nazionale ― Francia | Cronologia completa delle presenze e delle reti in nazionale ― Francia | Cronologia completa delle presenze e delle reti in nazionale ― Francia |
| Data                                                                   | Città                                                                  | In casa                                                                | Risultato                                                              | Ospiti                                                                 | Competizione                                                           | Reti                                                                   | Note                                                                   |
| ---------------------------------------------------------------------- | ---------------------------------------------------------------------- | ---------------------------------------------------------------------- | ---------------------------------------------------------------------- | ---------------------------------------------------------------------- | ---------------------------------------------------------------------- | ---------------------------------------------------------------------- | ---------------------------------------------------------------------- |
| 18-11-2023                                                             | Nizza                                                                  | Francia                                                                | 14 – 0                                                                 | Gibilterra                                                             | Qual. Euro 2024                                                        | 1                                                                      | 19’                                                                    |
| 23-3-2024                                                              | Lione                                                                  | Francia                                                                | 0 – 2                                                                  | Germania                                                               | Amichevole                                                             | -                                                                      | 61’                                                                    |
| 5-6-2024                                                               | Metz                                                                   | Francia                                                                | 3 – 0                                                                  | Lussemburgo                                                            | Amichevole                                                             | -                                                                      | 64’                                                                    |
| 6-9-2024                                                               | Parigi                                                                 | Francia                                                                | 1 – 3                                                                  | Italia                                                                 | UEFA Nations League 2024-2025 - 1º turno                               | -                                                                      | 77’                                                                    |
| 10-10-2024                                                             | Budapest                                                               | Israele                                                                | 1 – 4                                                                  | Francia                                                                | UEFA Nations League 2024-2025 - 1º turno                               | -                                                                      | 90’                                                                    |
| 14-11-2024                                                             | Saint-Denis                                                            | Francia                                                                | 0 – 0                                                                  | Israele                                                                | UEFA Nations League 2024-2025 - 1º turno                               | -                                                                      | 78’                                                                    |
| 23-3-2025                                                              | Saint-Denis                                                            | Francia                                                                | 2 – 0 dts (5 – 4 dtr)                                                  | Croazia                                                                | UEFA Nations League 2024-2025 - Quarti di finale                       | -                                                                      | 111’                                                                   |
| Totale                                                                 |                                                                        | Presenze                                                               | 7                                                                      |                                                                        | Reti                                                                   | 1                                                                      |                                                                        |

## Palmarès

### Club

#### Competizioni nazionali
- Campionato francese: 3

Paris Saint-Germain: 2022-2023, 2023-2024, 2024-2025
- Supercoppa francese: 2

Paris Saint-Germain: 2023, 2024
- Coppa di Francia: 2

Paris Saint-Germain: 2023-2024, 2024-2025

#### Competizioni internazionali
- UEFA Champions League: 1

Paris Saint-Germain: 2024-2025
- Supercoppa UEFA: 1

Paris Saint-Germain: 2025

### Nazionale
- Campionato d'Europa Under-17: 1

Israele 2022